# Сайбель, Владимир Иванович
Владимир Иванович Сайбель (14 марта 1982, Улан-Удэ, Бурятская АССР, РСФСР) — российский военнослужащий, капитан, разведчик. Герой Российской Федерации (2024).

## Биография
Родился 14 марта 1982 года в Улан-Удэ Бурятии в семье военных. Отец — кадровый офицер, участник боевых действий в Афганистане, награждён орденом Красной Звезды, мать — старший прапорщик, является правнуком политрука (комиссара).
Учился в средней общеобразовательной школе № 12 города Читы, которую окончил в 1999 году, после чего решил поступить в Новосибирское высшее военное командное училище, в котором обучался на факультете специальной разведки Главного разведывательного управления.
С 2008 по 2022 год работал в ОАО «РЖД», занимая разные должности. Также окончил Байкальский государственный университет экономики и права.
Принимал участие в российском вторжении на Украину, получил серьёзные ранения — потерял руку и ногу
В 2024 году участвовал в кадровой программе Время героев. После этого назначен был заместителем начальника департамента социального развития РЖД, его наставником по ходу проекта был генеральный директор — председатель правления ОАО РЖД Олег Белозёров.
В декабре 2024 года Владимир Иванович вошёл в новый состав Генерального совета партии «Единая Россия». По решению был включён в партию после состоявшегося XXII съезда по проведению плановой ротации Генсовета самой партии.

## Звания и награды
- Герой Российской Федерации[9][1][2][3] (Указом Президента Российской Федерации «закрытым» от 8 ноября 2023 года за мужество и героизм, проявленные при исполнении воинского долга, капитану Сайбелю Владимиру Ивановичу присвоено звание Героя Российской Федерации с вручением знака особого отличия — медали «Золотая Звезда»). 22 января 2024 года награда была вручена государственным и политическим деятелем А. А. Травниковым в Новосибирске.
- Пистолет Ярыгина (награда)[4]
- Орден Мужества
- Другие награды

## Память
- 5 сентября 2024 года открыт памятный знак Герою Российской Федерации Сайбелю в городе Чита Забайкальского края на здании многопрофильной гимназии № 12[10].